# 愚中周及
愚中 周及（ぐちゅう しゅうきゅう、元亨3年（1323年） - 応永16年8月25日（1409年10月4日））は、南北朝時代および室町時代の臨済宗の僧。美濃国の出身。道号は初め愚庵、後に愚中と改める。周及は諱。諡号は仏徳大通禅師。

## 生涯

### 元に渡航するまで
周及は7歳で寺に入り、13歳で京都臨川寺の夢窓疎石に師事して出家した。その後、夢窓疎石の高弟の春屋妙葩等に学ぶ。比叡山において戒を受けた。暦応4年（1341年）19歳の時、京都の建仁寺に掛錫し高山慈照の上堂説法を聴いて、元朝渡航を決意した。そして天龍寺船に便乗して元朝に渡った。

### 元での修行時代
最初は慶元路曹源寺の月江正印に参じた。月江正印は周及に「愚庵」の道号を与えた（後年に自身で愚中と改めた）。次いで鎮江路金山寺に到り、即休契了（1269年-1351年）のもとで修行大悟し、その法を嗣いだ。元朝で修行すること10年、観応2年/正平6年（1351年）に帰国した。

### 帰国から天龍寺時代と南禅寺時代まで
博多に到着し、前年に帰国して幕府の指示を待っていた、同じく留学僧の龍山徳見（1284年-1358年）と共に京都へ向かった。そして天龍寺の夢窓疎石にその弟子を通じて「法嗣を易えし事」の報告をして了解を得た。既に老齢になっていた師の夢窓疎石は愚中周及を迎え入れ、掛搭を許した。その時天龍寺に滞在していた元の僧侶の東陵永璵との通訳に愚中周及をあてた。そして元の江南から帰国した僧から、師匠の即休契了遷化の訃報を聞いたのである。同じ年には日本での師の夢窓疎石が遷化し、多くの会下の僧が天龍寺を去って行ったが、愚中周及は師の夢窓疎石の恩徳に報いるため、天龍寺の臨川寺に留まった。
正平8年（1353年）、龍山徳見が南禅寺の住職となって、愚中周及を書記に請じた。そして龍山徳見の補佐をしたのである。龍山徳見の結制が行われ、愚中周及が秉払説法をしたとき、師の即休契了から嗣法したことで難を受けたため、遂に五山を去ることとなった。それから以後は、京都の地に足を踏み入れることがなかった。

### 天寧寺開山、佛通寺開山そして遷化まで
その後は都を離れ、各地を山林修行に専念した。そして貞治4年（1365年）には丹波の地頭の金山宗泰が愚中周及を開山として招いて開いた、丹波国天寧寺で、多くの修行者を指導した。
そして応永2年（1395年）には日本各地を行脚していた。愚中周及が紀伊国（和歌山県）の龍門庵から九州に赴く途中、安芸（広島県三原市）に立ち寄った時、かねて愚中周及の名声を聞いていた小早川春平（?-1402年）の深い帰依を受け、応永4年（1397年）、小早川春平開基、愚中周及開山で、佛通寺を開創した。寺名は愚中周及の中国の師である佛通禅師（即休契了）の号をとってその寺号としている。
そして愚中周及の名声は遠く都の将軍にまで伝わり、応永14年（1407年）、足利義持は使者を遣わして愚中周及に法語を求めている。その後それを足利義持が後小松天皇にその旨を奏したことにより、天皇から南禅寺と並んで紫衣地とする旨の諭旨が、佛通寺に下賜された。応永16年（1409年）8月、天寧寺にて示寂。世寿87。その後仏徳大通禅師と勅諡された。遺骨は天寧寺と佛通寺の両寺に埋葬され塔が建てられている。

## 著作
- 佛徳大通禅師語録（別名「丱余集」）